# Grandi-reeks
In de wiskunde is de Grandi-reeks de reeks waarvan de termen de afwisselend 1 en −1 zijn, dus met alternerend teken. De formule luidt
{\displaystyle \sum _{n=0}^{\infty }(-1)^{n}=1-1+1-1+1\cdots }
De reeks is vernoemd naar de Italiaanse priester, filosoof en wiskundige Luigi Guido Grandi, die de reeks in 1703 besprak. De reeks is niet convergent, want de partiële sommen zijn afwisselend 1 en 0.
Met een naïeve blik zou men aan de volgende uitkomsten kunnen denken:
- {\displaystyle (1-1)+(1-1)+(1-1)\cdots =0+0+0\cdots =0}
- {\displaystyle 1+(-1+1)+(-1+1)+(-1+1)\cdots =1+0+0+0\cdots =1}

Deze redeneringen zijn echter duidelijk niet geldig en geven ook geen eenduidig resultaat.
Men kan ook anders tegen de som van de reeks aankijken. Met behulp van Cesàro-sommatie, die ook voor bepaalde divergente reeksen een "som" vindt, zou de uitkomst {\displaystyle {\tfrac {1}{2}}} zijn. Deze "uitkomst" kan ook als volgt worden afgeleid:
Stel 
{\displaystyle S=1-1+1-1+1\ldots ,}
dan geldt 
{\displaystyle 1-S=1-(1-1+1-1\ldots )=1-1+1-1+1\ldots =S.}
Dit geeft de vergelijking 
{\displaystyle S=1-S,}
die zich eenvoudig laat oplossen naar {\displaystyle S={\tfrac {1}{2}}}.